# Zygmunt Waliszewski

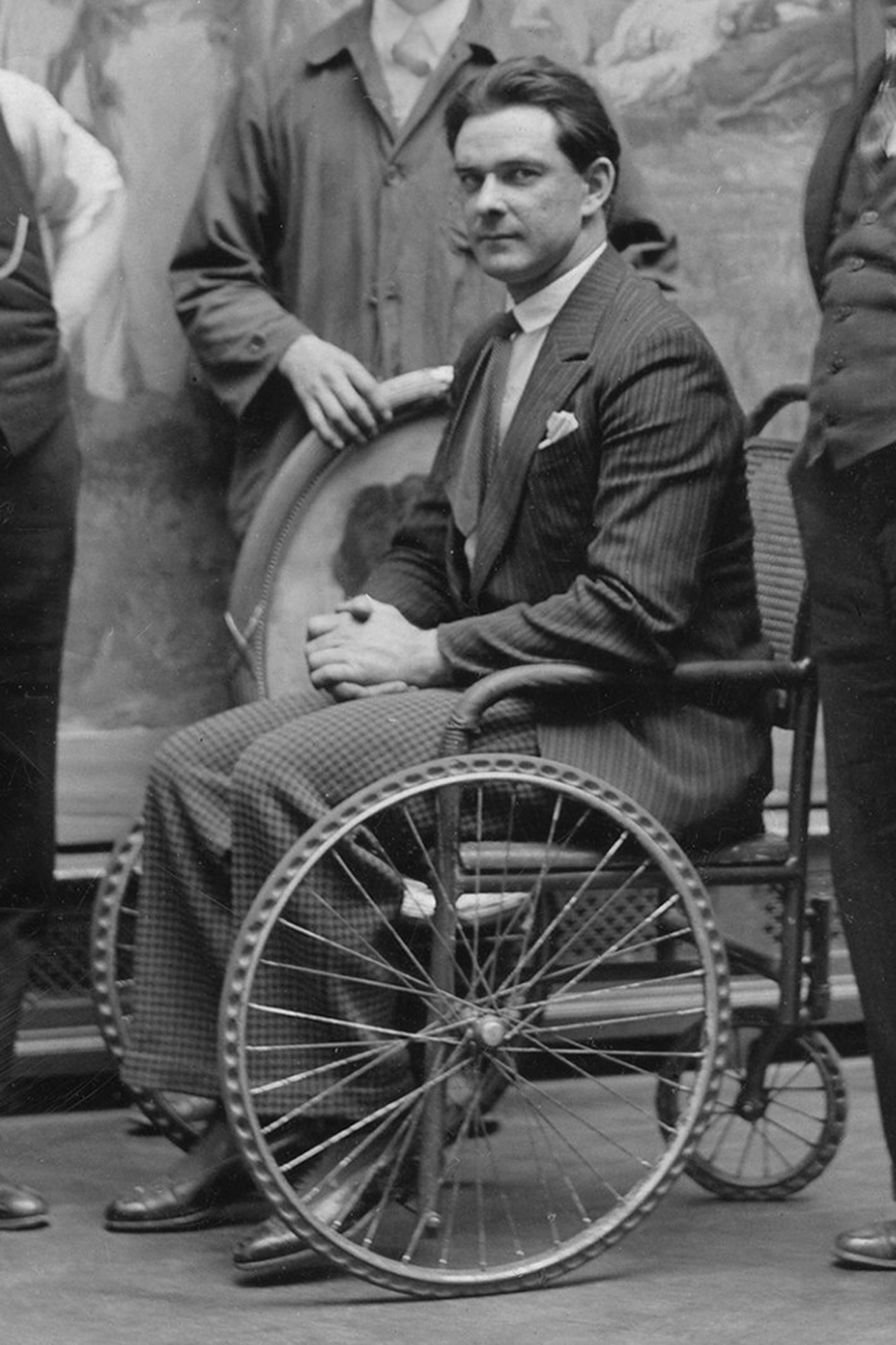
Zygmunt Waliszewski (maj 1932)

Zygmunt Waliszewski (ur. 1 grudnia 1897 w Petersburgu, zm. 5 października 1936 w Krakowie) – polski malarz i rysownik, reprezentant nurtu kolorystycznego, należał do kapistów.

## Życiorys
Jego matką była Michalina z domu Regulska (siostra Cecylii, matki Marii Leśniakowej). Malarstwa i rysunku uczył się w Tyflisie w Gruzji u Mikołaja Sklifasowskiego i B. Vogla. W wieku 11 lat wystawił swoje prace na wystawie „Cudowne dziecko”. W czasie I wojny światowej walczył w armii rosyjskiej. W Moskwie poznał artystów z grupy Świat Sztuki. Zwiedził też moskiewskie zbiory malarstwa francuskiego Siergieja Szczukina i Iwana Morozowa. W roku 1920 wyjechał do Polski. Od 1921 studiował pod kierunkiem Wojciecha Weissa i Józefa Pankiewicza w Akademii Sztuk Pięknych w Krakowie. W latach 1924–1931 kontynuował studia w Paryżu pod kierunkiem Józefa Pankiewicza. W roku 1930 uczestniczył w wystawie kapistów w paryskiej Galerie Zak. W Paryżu zachorował na nieuleczalną chorobę Buergera. Amputowano mu obie nogi. Groziła mu amputacja rąk. W roku 1931 powrócił do Polski, mieszkał w Warszawie i Krakowie. W roku 1933 ożenił się. Mimo kalectwa malował nadal. W latach 1935–1936 stworzył plafon w Kurzej Stopce na Wawelu. W 1936 zaprojektował scenografię do opery Pergolesiego La serva padrona. Zmarł wkrótce potem. Zarówno on jak i jego żona, Wanda z d. Drohocka (nauczycielka fortepianu, ur. 18.06.1904 - zm. 3.11.1975) spoczywają na Cmentarzu Rakowickim w Krakowie (Kwatera: GC, Rząd: 11, Miejsce: 4). Zmarli bezpotomnie.
11 listopada 1937 został pośmiertnie odznaczony Krzyżem Oficerskim Orderu Odrodzenia Polski.
Waliszewski malował pejzaże, martwą naturę, portrety i kompozycje figuralne, wzorowane na arcydziełach dawnego malarstwa. Niezależnie od choroby, ukazywał świat radosny, ekspresyjny; inspirując się przy tym konwencją komedii dell’arte. Pozostawił po sobie bogaty dorobek artystyczny.

## Galeria

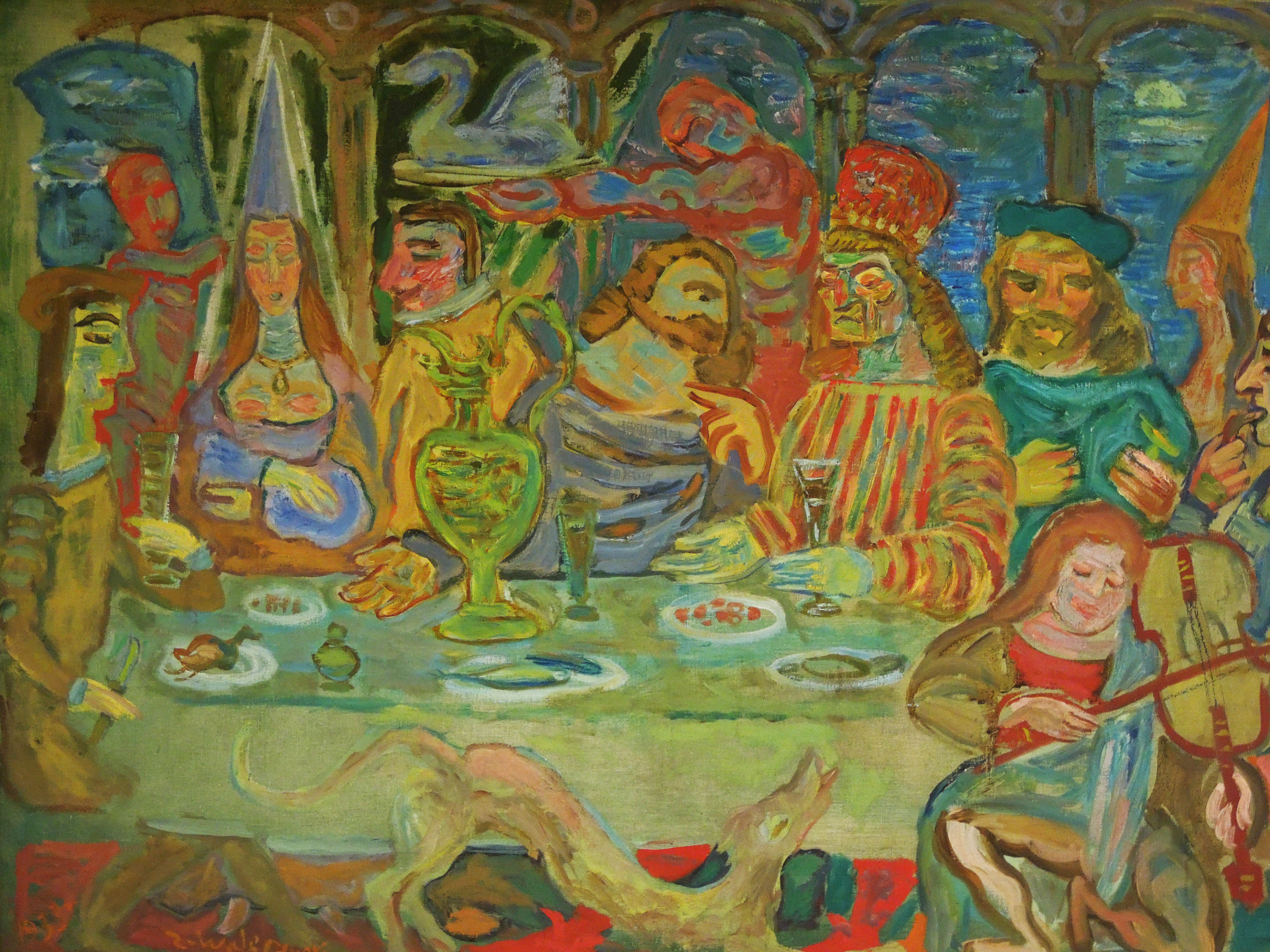
Uczta u Benvenuta Celliniego
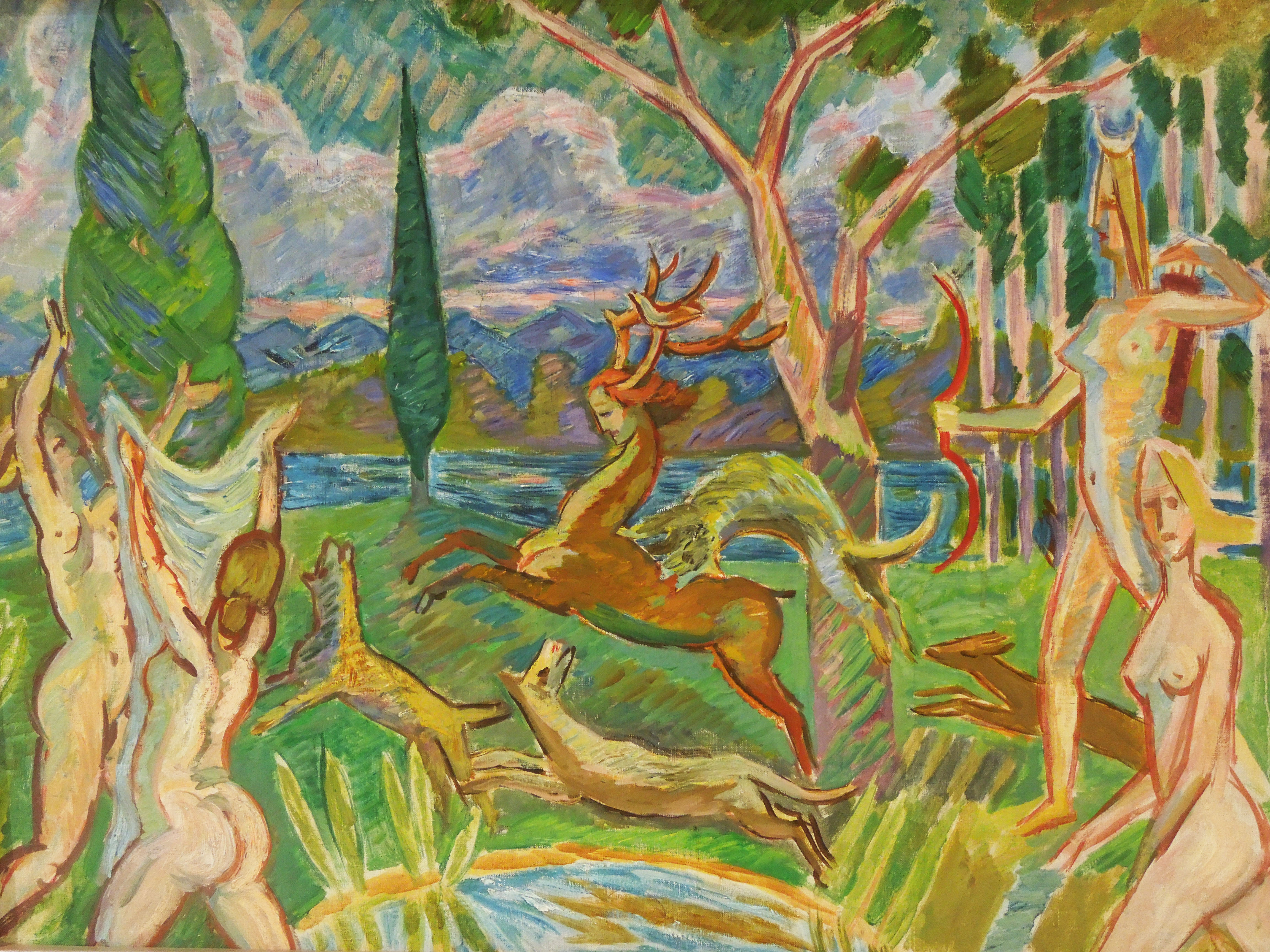
Diana i Akteon
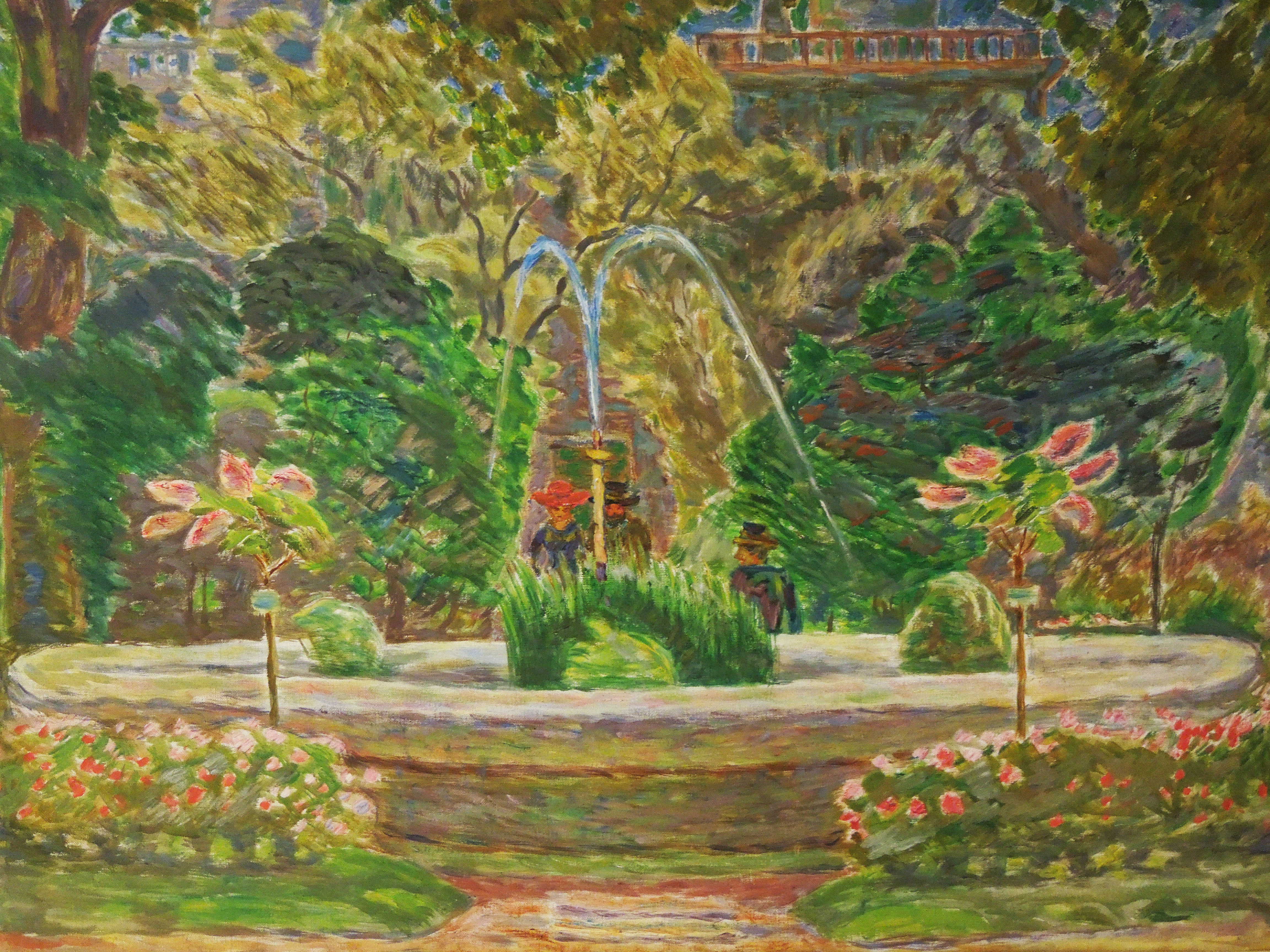
Ogród botaniczny w Warszawie
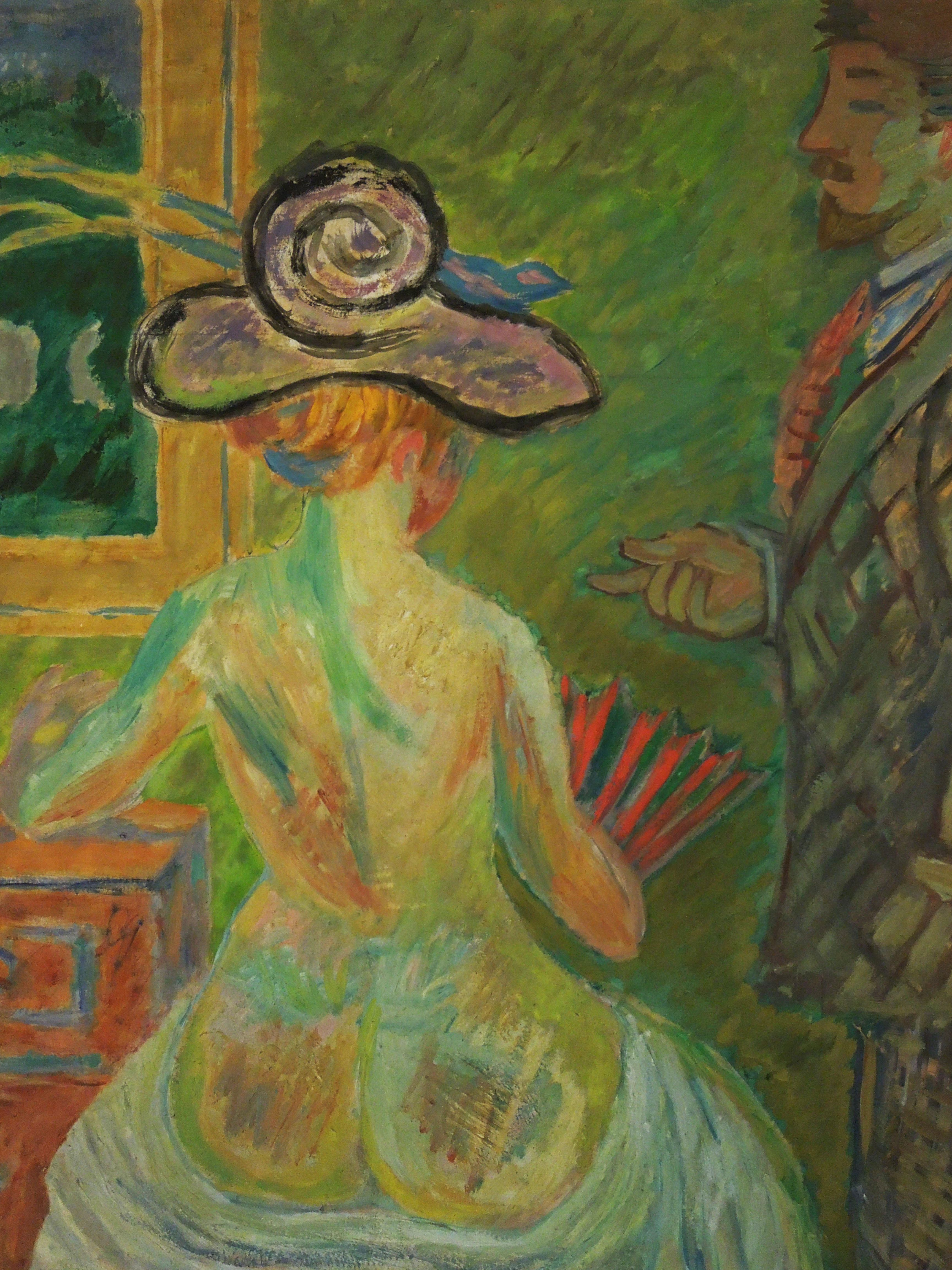
Akt w kapeluszu
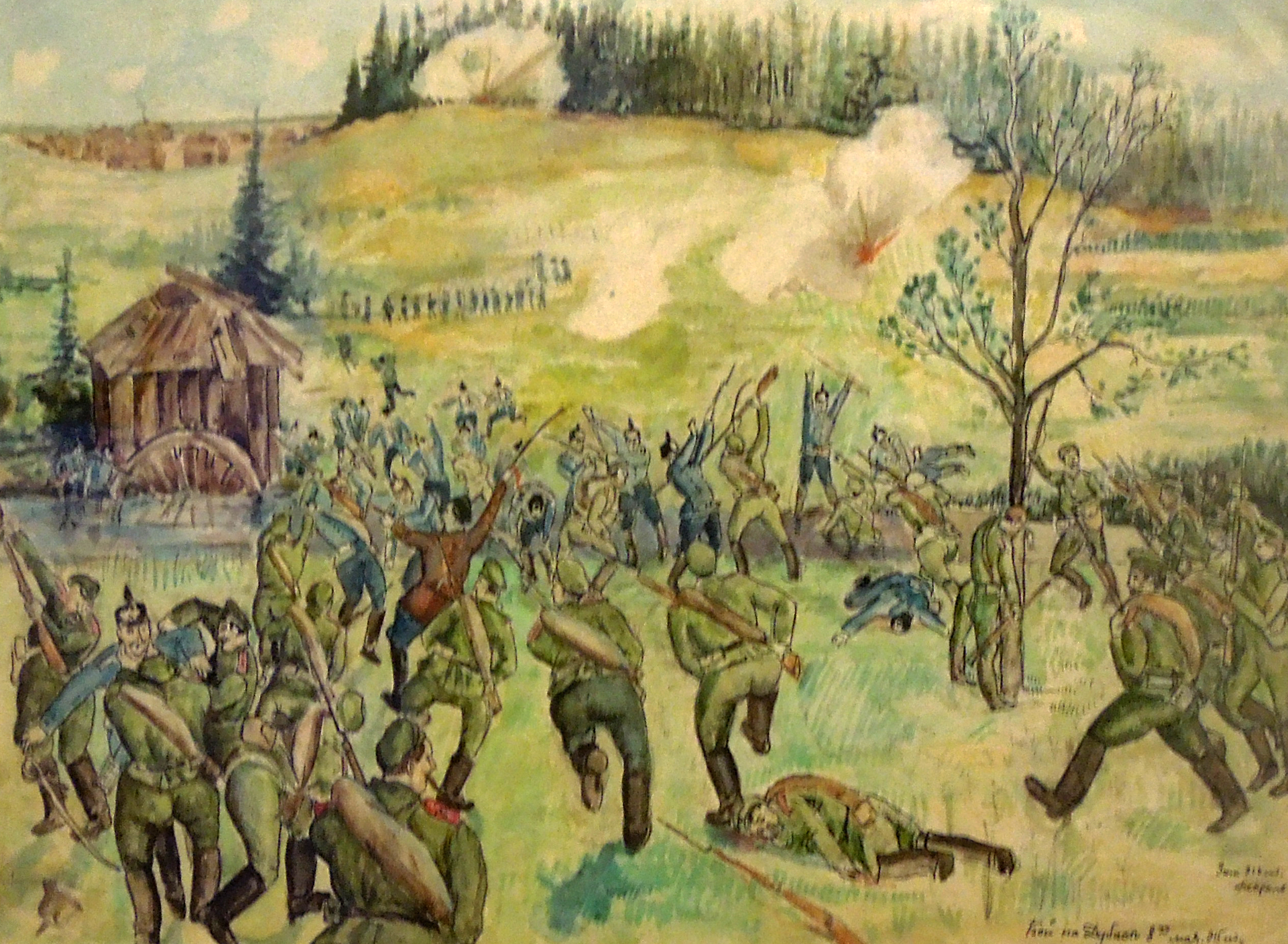
Bitwa nad Dubissą
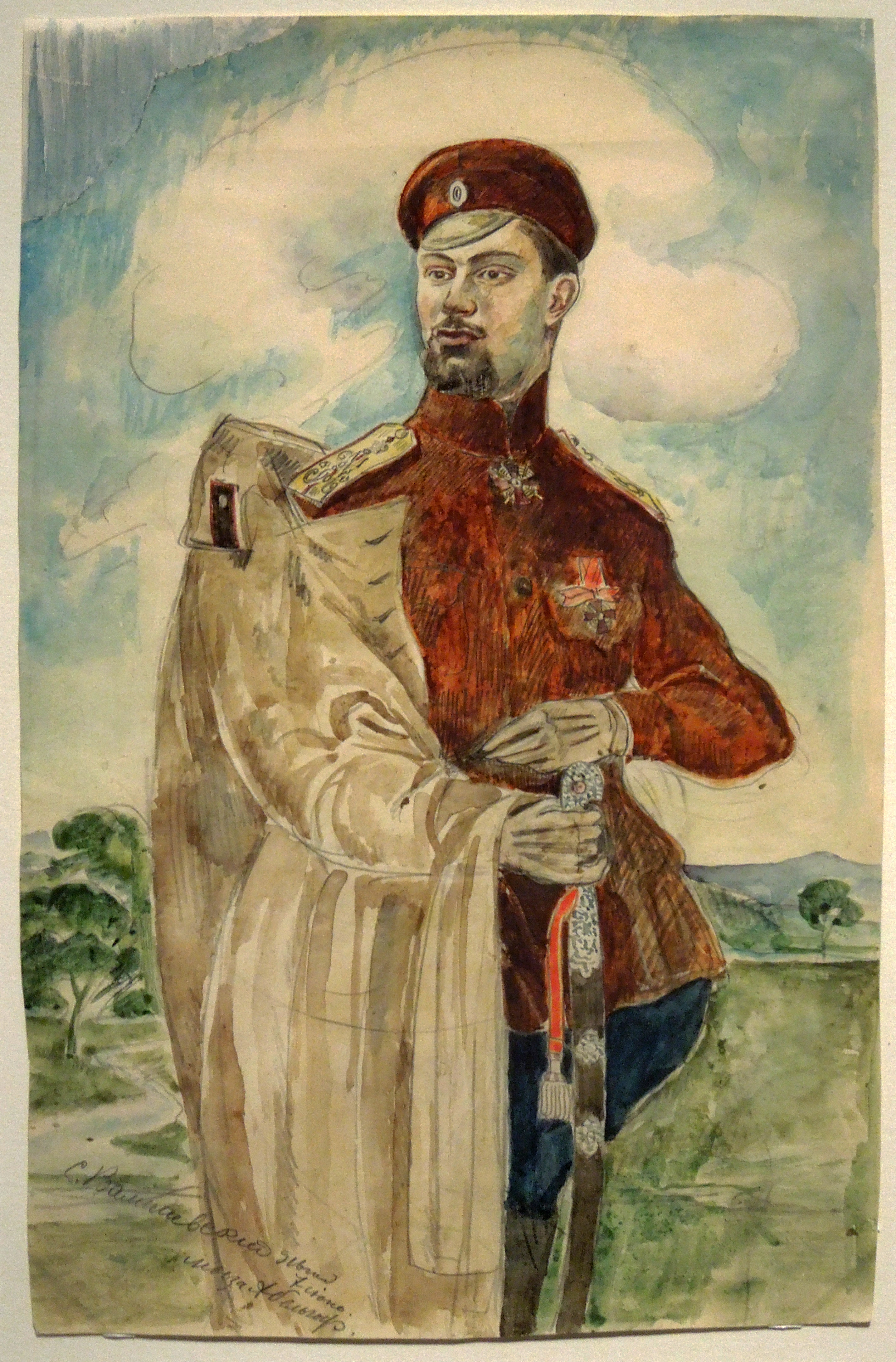
Portret Kiryła Zdanowicza
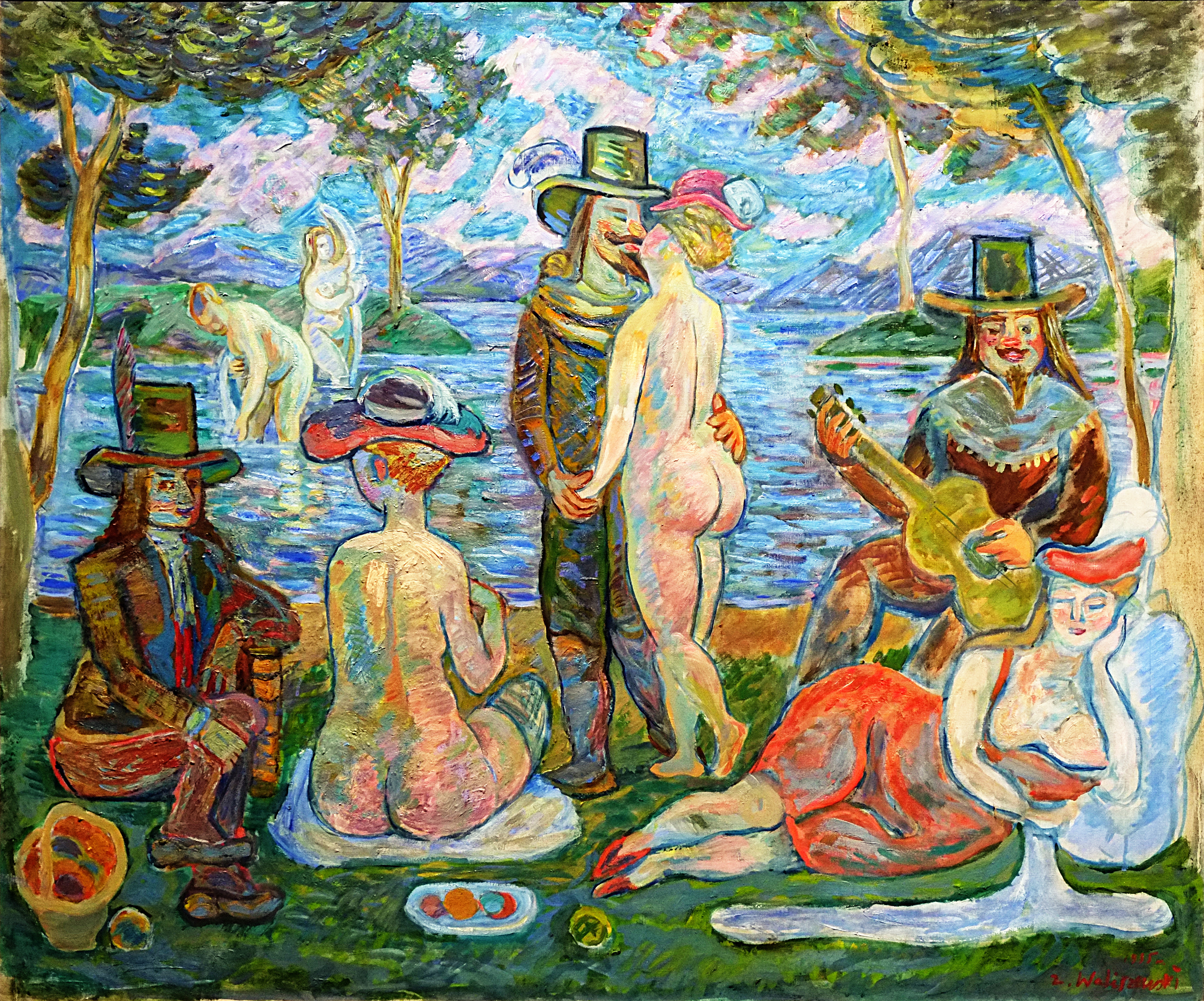
Wyspa miłości
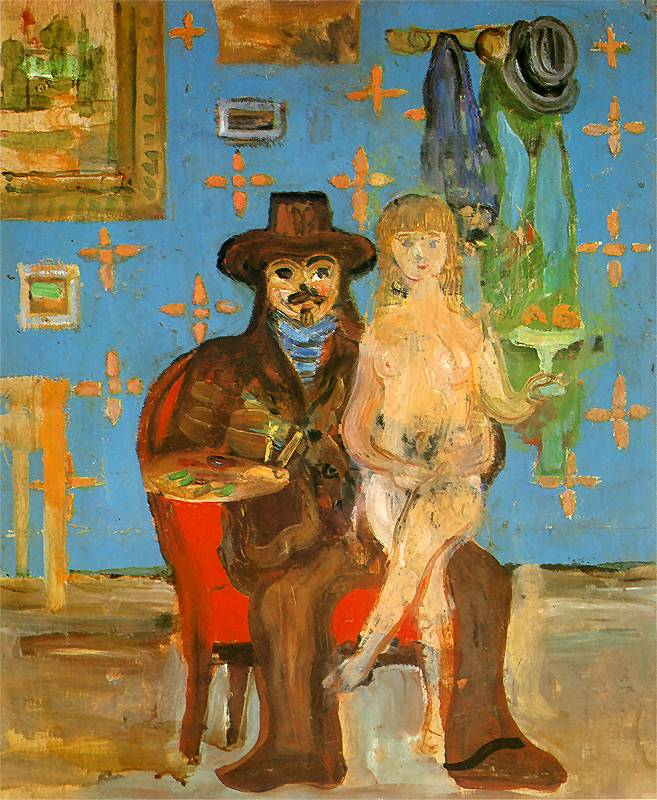
Malarz i modelka
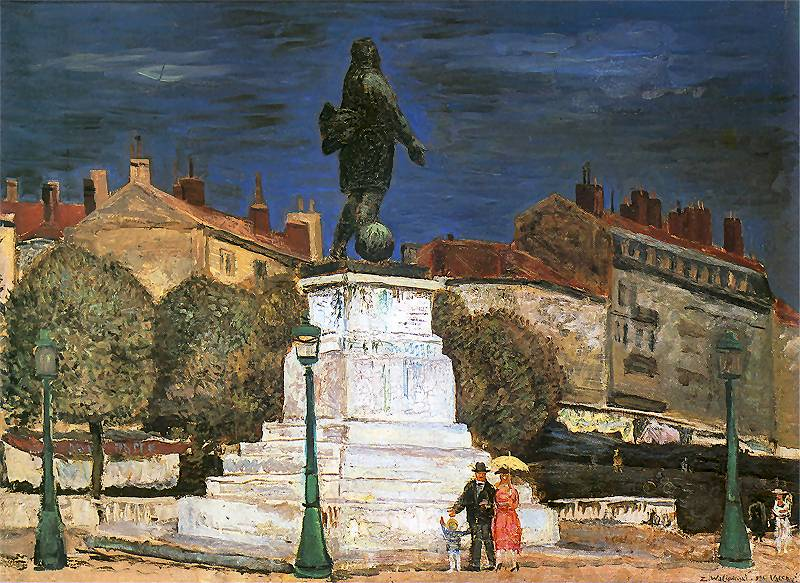
Pomnik generała Championnet w Valence
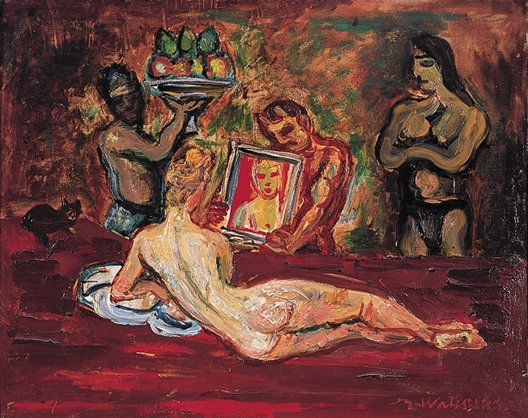
Wenus
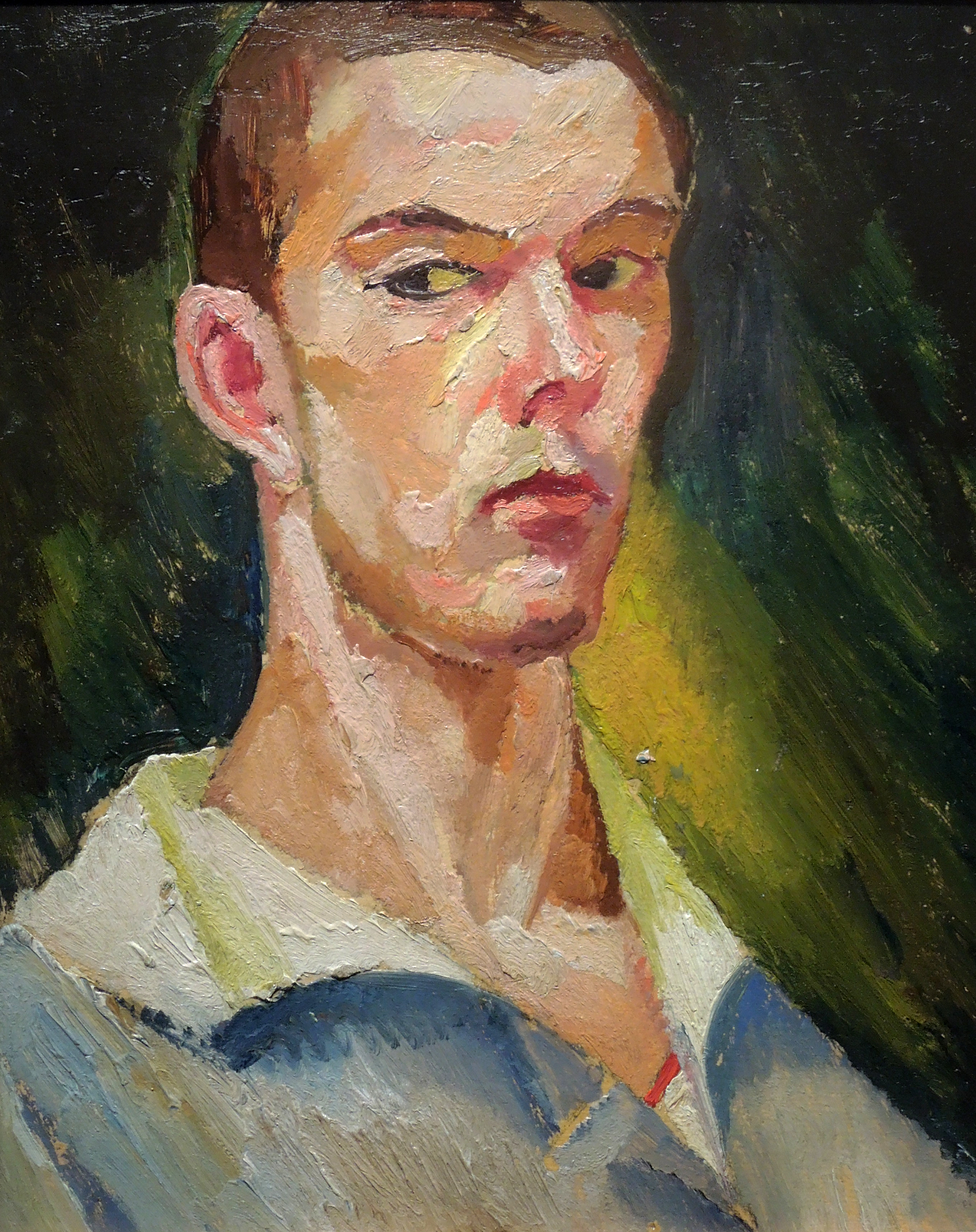
Autoportret kubizujący
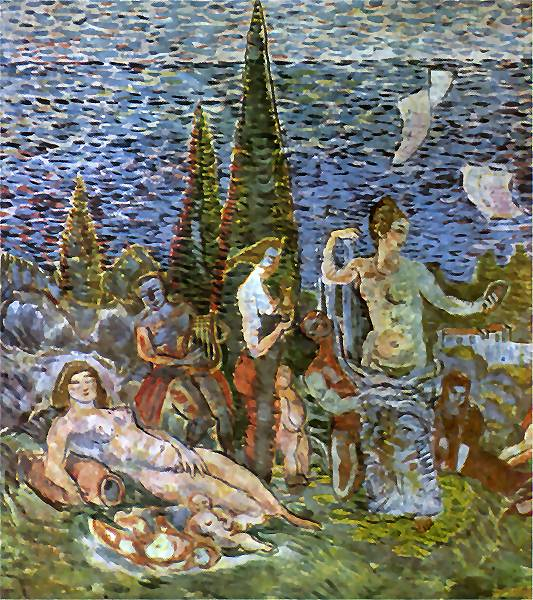
Toaleta Wenus
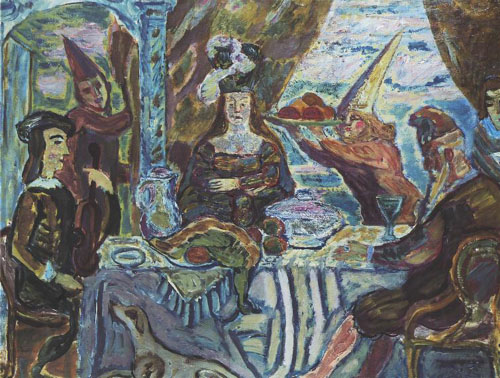
Uczta I, tzw. Duża
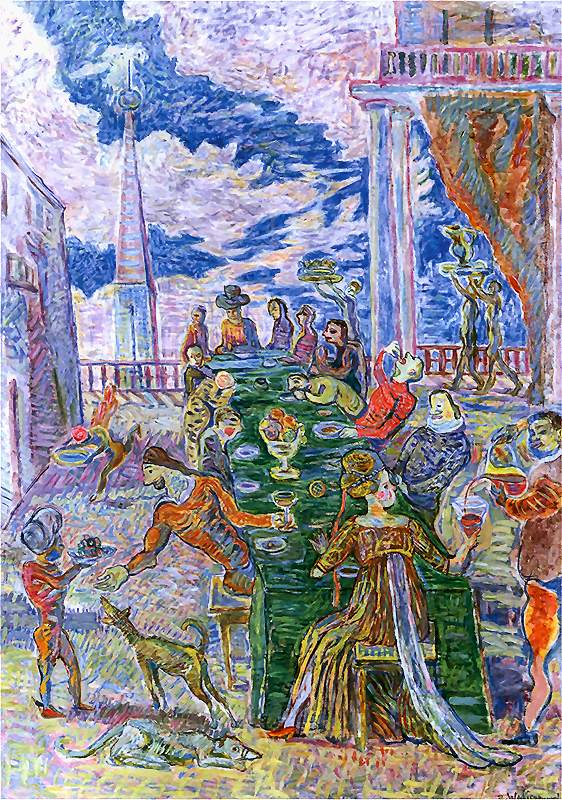
Uczta II, tzw. Wenecka
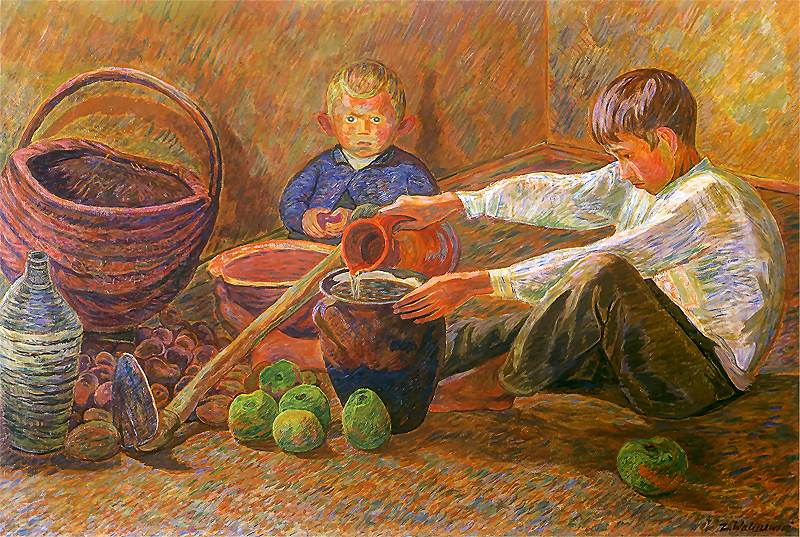
Chłopcy i martwa natura
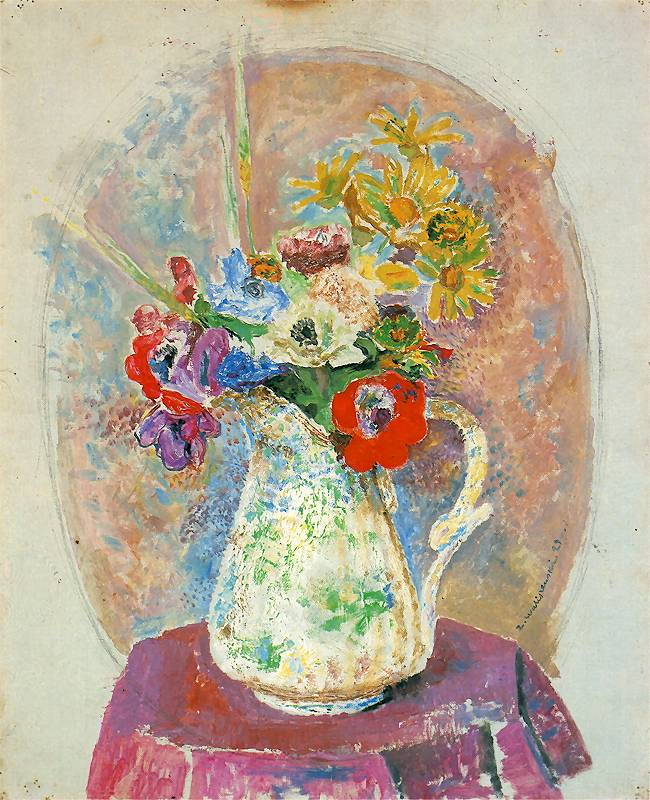
Kwiaty
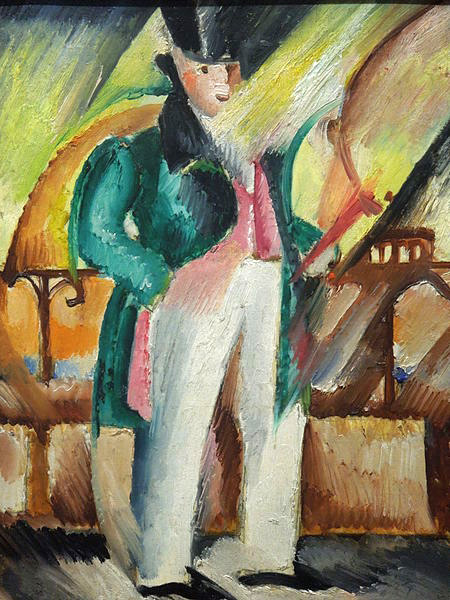
Pan w zielonym fraku
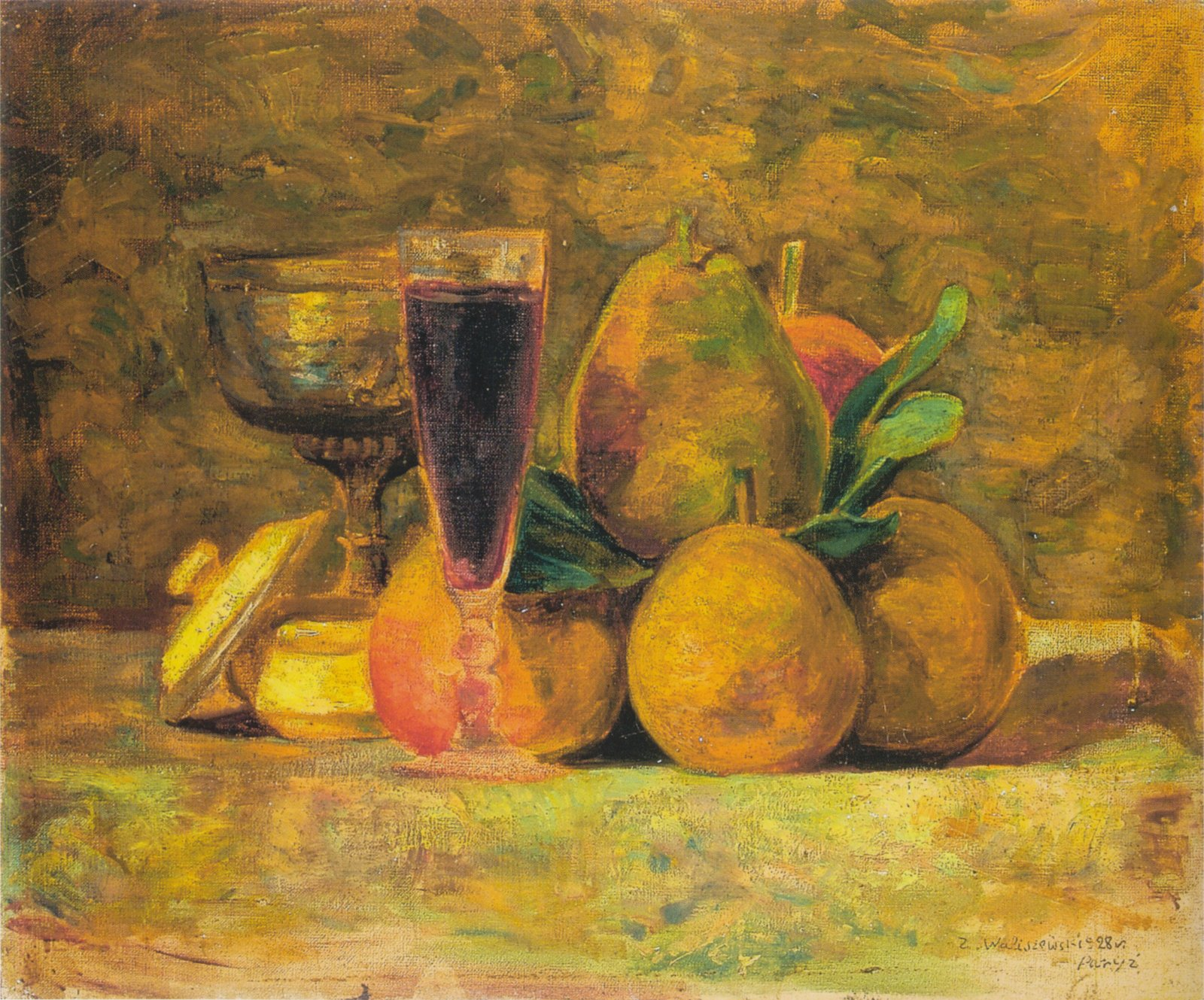
Martwa natura